# Magnhild Haalke

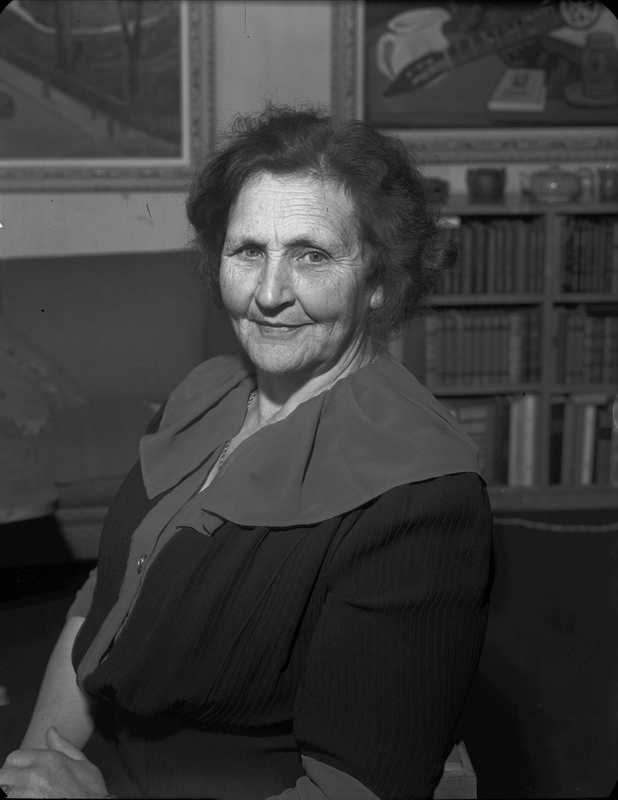
Magnhild Haalke

 Magnhild Haalke (* 12. August 1885 in Vikna; † 18. Oktober 1984 in Oslo) war eine norwegische Schriftstellerin.
Sie arbeitete als Lehrerin in Sør-Odal und heiratete ihren Großcousin, den Künstler Hjalmar Haalke.

## Ehrungen/Preis
- 1980: Dobloug-Preis

## Werke (Auswahl)
- 1935:Allis sønn
- 1936:Åkfestet
- 1937:Dagblinket
- 1940:Trine Torgersen
- 1941:Rød haust?
- 1946:Kan vi bygge en bedre menneskeslekt?
- 1946:Karenanna Velde
- 1947:Kaja Augusta
- 1950:Grys saga
- 1954:Kvinneverden
- 1955:Serinas hus, 1955
- 1957:Munter kvinne, 1957
- 1960:Dyr og troll, 1960
- 1969:Kommer far i dag?, 1969